# Transtorno dismórfico corporal
O transtorno dismórfico corporal (TDC) é um diagnóstico psiquiátrico que caracteriza o indivíduo com uma intensa preocupação quanto a um defeito imaginário ou mínimo em sua aparência levando a sofrimento clinicamente significativo ou prejuízo no funcionamento social, profissional ou em outras áreas importantes da vida do indivíduo 
Antigamente chamado de Dismorfofobia, a mudança da nomenclatura para transtorno dismórfico corporal (TDC) ocorre em 1987 com a revisão do Manual Diagnóstico e Estatístico de Transtornos Mentais, onde foi considerado que o termo dismorfofobia não era adequado, pois não envolvia uma evitação fóbica verdadeira. Atualmente, com texto revisado recebe o nome de transtorno dismórfico corporal.
O transtorno requer a existência tanto de pensamentos obsessivos a respeito de supostos defeitos quanto comportamentos compulsivos que se desenvolvem em resposta a esses pensamentos.
É um transtorno mental bastante comum, afetando cerca de 1,7% para 2,4% da população, o TDC geralmente começa na adolescência e afeta homens e mulheres de forma aproximadamente igual.  O subtipo, transtorno muscular(Vigorexia), percebe o corpo como muito pequeno, afeta principalmente os homens.

## História
Em 1886, Enrico Morselli relatou um distúrbio a que ele chamou de dismorfofobia. Em 1980, a Associação Americana de Psiquiatria reconheceu a desordem na terceira edição do DSM, - o Manual Diagnóstico e Estatístico de Transtornos Mentais - enquanto identificando-o como um transtorno somatoforme. A revisão de 1987 do manual mudou o termo para transtorno dismórfico corporal. Publicado em 1994, o DSM da quarta edição define TDC como uma preocupação com um defeito imaginário ou trivial na aparência, uma preocupação que causa sofrimento clinicamente significativo ou disfunção - social profissional ou educacional - e não é melhor explicada como outro transtorno, tais como anorexia nervosa.Publicado em 2013, o DSM-5 desloca o TDC para uma nova categoria, a espectro obsessivo-compulsivo, acrescenta critérios operacionais, tais como comportamentos repetitivos ou atos mentais, e regista o subtipo muscular: perceber o corpo como pequeno demais ou insuficientemente muscular ou magro.

## Critérios de Diagnóstico
Conforme o Manual Diagnóstico e Estatístico de Transtornos Mentais (DSM 5) os critérios de diagnóstico são:
A. Preocupação com um ou mais defeitos ou falhas percebidas na aparência física que não são observáveis ou que parecem leves para os outros. 
B. Em algum momento durante o curso do transtorno, o indivíduo executou comportamentos repetitivos (p. ex., verificar-se no espelho, arrumar-se excessivamente, beliscar a pele, buscar tranquilização) ou atos mentais (p. ex., comparando sua aparência com a de outros) em resposta às preocupações com a aparência.
C. A preocupação causa sofrimento clinicamente significativo ou prejuízo no funcionamento social, profissional ou em outras áreas importantes da vida do indivíduo.
D. A preocupação com a aparência não é mais bem explicada por preocupações com a gordura ou o peso corporal em um indivíduo cujos sintomas satisfazem os critérios
diagnósticos para um transtorno alimentar.

### Dismorfia Muscular (Vigorexia)
Com dismorfia muscular: O indivíduo está preocupado com a ideia de que sua estrutura corporal é muito pequena ou insuficientemente musculosa. O especificador é usado mesmo que o indivíduo esteja preocupado com outras áreas do corpo, o que com frequência é o caso.

## Características Diagnósticas
As pessoas com transtorno dismórfico corporal possuem uma preocupação excessiva com um ou mais defeitos ou falhas em sua aparência física, que acreditam parecer feia, sem atrativos, anormal ou deformada. Esses "defeitos" não são observáveis ou parecem discretos para outras pessoas. As preocupações variam desde parecer “sem atrativos” até “como um monstro”. Podem focar em uma ou mais áreas do corpo.
As partes mais comuns de insatisfação são pele (acne, cicatrizes, rugas, palidez), pelos (cabelo ou pelo corporal ou facial) ou nariz (tamanho ou formato). Porém, qualquer área do corpo pode ser motivo de insatisfação. Algumas pessoas são preocupadas com a percepção de assimetria de áreas corporais. As preocupações ocorrem em média de 3 a 8 horas por dia na vida da pessoa, além de serem difíceis de resistir ou controlar. A pessoa com o transtorno possui comportamentos repetitivos ou atos mentais repetitivos (como por exemplo comparações com a aparência de outras pessoas). Esses comportamentos e atos mentais são executados por conta da preocupação com a própria aparência e geralmente são difíceis de resistir ou controlar. 
Os comportamentos comuns são se comparar com outras pessoas; verificar os defeitos em espelhos ou em outras superfícies refletoras repetidamente vezes; arrumar-se de maneira excessiva (p. ex., penteando, barbeando, depilando ou arrancando os pelos); camuflagem (p. ex., aplicando maquiagem repetidamente ou cobrindo as áreas em questão com coisas como chapéu, roupas, maquiagem ou cabelo); procurar se tranquilizar sobre os defeitos em sua aparência; tocar nas características físicas que possui insatisfação para verificá-las; fazer exercícios ou levantamento de peso em excesso; e procurar tratamentos estéticos.
Alguns indivíduos se bronzeiam de forma excessiva (quando possuem insatisfação com a pele “pálida” ou para diminuir a percepção da acne), mudam constantemente de roupa na tentativa de camuflar os defeitos percebidos) ou compram de maneira compulsiva (p. ex., produtos de beleza). Arrancar a pele compulsivamente com a intenção de melhorar os defeitos percebidos é comum e pode causar lesões. 
O transtorno dismórfico corporal deve ser diferenciado de um transtorno alimentar. 
O insight relativo às crenças do transtorno dismórfico corporal pode variar de bom até ausente/delirante. As crenças delirantes são a completa convicção de que a visão que o indivíduo tem da sua aparência é verdadeira e não distorcida. Em média, o insight é pobre; um terço ou mais dos indivíduos atualmente tem crenças delirantes de transtorno dismórfico corporal. Aqueles com transtorno dismórfico corporal delirante tendem a ter mais pensamentos suicidas, mas isso parece ser justificado por sua tendência a ter sintomas mais graves.

## Tratamento
Segundo a American Psychologlcal Association (APA), a Psicologia do Comportamento é reconhecidamente apta a atender uma ampla escala de problemas, incluindo o transtorno dismórfico corporal. A terapia cognitivo-comportamental é uma abordagem em psicoterapia de eficácia reconhecida para o tratamento desse transtorno.
A variante delirante do TDC não responde ao tratamento com drogas antipsicóticas, mas a alguns medicamentos antidepressivos: os Inibidor seletivo de recaptação de serotonina (ISRSs) A intervenção psicológica padrão para o TDC é a terapia cognitivo-comportamental (TCC).